# Tvärbergtjärnen
Tvärbergtjärnen är en sjö i Bodens kommun i Norrbotten och ingår i Luleälvens huvudavrinningsområde. Sjöns area är 0,043 kvadratkilometer och den befinner sig 120 meter över havet.